# Erika Molnár
Erika Molnár (Boedapest, 15 juli 1976) is een Hongaars triatlete en duatlete. Ze werd tweemaal Hongaars kampioene op de triatlon en behaalde tweemaal een medaille op het wereldjeugdkampioenschap triatlon en het wereldjeugdkampioenschap duatlon.
Molnar deed in 2000 mee aan de eerste triatlon op de Olympische
Zomerspelen van Sydney. Ze behaalde een 23e plaats in een tijd van 2:05.39,50. Vier jaar later behaalde ze een 38e plaats op de Olympische Spelen van Athene met een eindtijd van 2:17.53,38. Haar grootste kracht is het hardlopen, en regelmatig zet ze de snelste tijd neer op dit onderdeel.

## Titels
- Hongaars kampioene triatlon: 1997, 1998

## Belangrijke prestaties

### triatlon
- 1994: 6e WK junioren in Wellington
- 1995: 15e WK junioren in Cancún - 2:17.23
- 1996:  WK junioren in Cleveland - 2:03.44
- 1997:  ITU wereldbekerwedstrijd in Stockholm
- 1997:  ITU wereldbekerwedstrijd in Cancún
- 1997:  ITU wereldbekerwedstrijd in Tiszaujvaros
- 1997:  ITU wereldbekerwedstrijd in Monte Carlo
- 1997: 6e EK olympische afstand in Vuokatti - 2:16.35
- 1997: 11e WK olympische afstand in Perth - 2:02.34
- 1998:  ITU wereldbekerwedstrijd in Sydney
- 1998:  Goodwill Games
- 1998: 5e EK olympische afstand in Velden - 2:05.18
- 1998: 16e WK olympische afstand in Lausanne - 2:12.45
- 1999: 30e WK olympische afstand in Montreal - 1:59.42
- 2000: 23e Olympische Spelen in Sydney - 2:05.39,50
- 2001: 18e EK olympische afstand in Karlovy Vary - 2:28.55
- 2001: 12e WK lange afstand in Fredericia - 10:15.08
- 2002: 15e EK olympische afstand in Győr - 2:01.31
- 2003: 15e EK olympische afstand in Karlovy Vary - 2:13.28
- 2003: 41e WK olympische afstand in Queenstown - 2:16.00
- 2004: 37e EK olympische afstand in Valencia - 2:07.36
- 2004: 51e WK olympische afstand in Funchal - 2:02.45
- 2004: 38e Olympische Spelen in Athene - 2:17.53,38

### duatlon
- 1996:  WK junioren in Italië